# Karavan-saraj Rustem-paše Hrvata u Erzurumu
Karavan-saraj Rustem-paše Hrvata u Erzurumu (tur. Rüstem Paşa Kervansarayı) je jedno djelo osmanske arhitekture. Dao ga je izgraditi Rustem-paša Hrvat, veliki vezir Sulejmana Veličanstvenog u gradu Erzurumu (armenski Karin, kurdski Erzîrom/Erzirom, azerski Erzürüm) na istoku turske pokrajine Anatolije. Ovaj karavan-saraj poznat je i kao Rustem-pašin bezistan (tur. Rüstem Paşa Bedesteni) i Kameni han (tur. Taş Han).
Građevinu je 1970. obnovila T.C. Başbakanlık Vakıflar Genel Müdürlüğü. Danas je čaršija, poznata po trgovini oltuskim kamenom (erzurumskim kamenom), vrstom gagata.

## Vanjske poveznice
- RÜSTEM PAŞA ÇARŞISI 02 - ERZURUM  Arhivirana inačica izvorne stranice od 25. veljače 2013. (Wayback Machine)
- Znamenitosti u Erzurumu